# Rdeči bizeljčan
Rdeči bizeljčan je kakovostno suho rdeče vino iz bizeljsko-sremiškega vinorodnega okoliša. 
Barva rdečega bizeljčana je rubinasto rdeča z vijoličastim odtenkom. Vonj je saden in intenziven, okus pa dokaj poln, harmoničen in le rahlo trpkast z rahlim priokusom taninov. 
Vino po navadi postrežejo k suhomesnatim in mesnim jedem, kot so narezki iz salam, mesenim klobasam, krvavicam in pečeni teletini.